# 사보이아가

사보이아 왕가의 위대한 팔코트

사보이아가(이탈리아어: Casa Savoia 카사 사보이아[*])는 지금의 이탈리아와 스페인 등에서 군주를 배출한 가문이다. 사보이아가 직계는 1831년에 단절되었고, 분가인 사보이아카리냐노 가문이 사르데냐의 왕위를 계승하였다.

## 역사
사보이아 왕가가 다스리는 영토는 1023년 움베르토 1세가 사보이아와 아오스타 등지에 봉토를 획득하면서부터 시작되었다. 1251년 토리노를 합병하였고, 1416년 아메데오 8세는 피에몬테의 내부 지역과 니차(Nizza 현 프랑스 니스) 항구를 끼고, 서쪽 알프스의 영토를 통일하여 공작의 칭호를 수여받았다. 이탈리아 전쟁 도중인 1536년에 프랑스에게 점령을 당했으나, 에마누엘레 필리베르토 디 사보이아 공작이 1559년 공국을 수복하는데 성공하였다. 이후 1563년 수도를 토리노로 옮기면서 사보이아 공국은 이탈리아의 한 나라로 자리잡게 되었고, 1714년 에스파냐 왕위 계승 전쟁에서 승전하여 시칠리아섬을 양도받았다. 그러나, 신성로마황제이자 오스트리아의 대공, 헝가리의 왕, 사르데냐의 왕이었던 카를 6세가 시칠리아와 사르데냐를 바꾸자고 제안하였고, 그 제안을 받아들여 사르데냐섬을 얻은 후 국호를 사르데냐 왕국으로 개칭하였다. 사르데냐 왕국은 나폴레옹 전쟁 중 정치의 중심이었던 피에몬테를 잠시 잃어버린 후, 빈 회의에서 피에몬테를 되찾고 나서 사르데냐-피에몬테 왕국으로 국호를 개칭하였다. 이후 리소르지멘토의 중심이 되어 이탈리아 왕국을 건국하였다.

## 사보이아 왕가

### 사보이아 백작
- 움베르토 1세 비안카마노 (1003년-1047/1048년)
- 아메데오 1세 (1047/48년-1051/1056년
- 오도네 (1051/1056년-1060년)
- 피에트로 1세 (1060년-1078년)
- 아메데오 2세 (1178년-1080년)
- 움베르토 2세 (1080년-1103년)
- 아메데오 3세 (1103년-1148년)
- 움베르토 3세 (1148년-1189년)
- 토마소 (1189년-1233년)
- 아메데오 4세 (1233년-1253년)
- 보니파치오 (1253년-1263년)
- 피에트로 2세 (1263년-1268년)
- 필리포 1세 (1268년-1285년)
- 아메데오 5세 대백작 (1285년-1323년)
- 에도아르도 (1323년-1329년)
- 아이모네 (1329년-1343년)
- 아메데오 6세 (1343년-1383년)
- 아메데오 7세 (1383년-1391년)
- 아메데오 8세 (1391년-1416년)

### 사보이아 공작
- 아메데오 8세 평화공 (1416년-1440년)
- 루도비코 (1440년-1465년)
- 아메데오 9세 행복공 (1465년-1472년)
- 필리베르토 1세 (1472년-1482년)
- 카를로 1세 (1482년-1490년)
- 카를로 2세 (1490년-1496년)
- 필리포 2세 무토지자 (1496년-1497년)
- 필리베르토 2세 (1497년-1504년)
- 카를로 3세 선량공 (1504년-1553년)
- 에마누엘레 필리베르토  (1553년-1580년)
- 카를로 에마누엘레 1세 (1580년-1630년)
- 비토리오 아메데오 1세 (1630년-1637년)
- 프란체스코 지아친토 (1637년-1638년)
- 카를로 에마누엘레 2세 (1638년-1675년)
- 비토리오 아메데오 2세 (1675년-1713년)

### 시칠리아의 왕
- 비토리오 아메데오 2세 (1713년-1720년)

### 사르데냐의 왕
- 비토리오 아메데오 2세 (1720년-1730년)
- 카를로 에마누엘레 3세 (1730년-1773년)
- 비토리오 아메데오 3세 (1773년-1796년)
- 카를로 에마누엘레 4세 (1796년-1802년)
- 비토리오 에마누엘레 1세 (1802년-1821년)
- 카를로 펠리체 (1821년-1831년)
- 카를로 알베르토 (1831년-1849년)
- 비토리오 에마누엘레 2세 (1849년-1861년)

### 이탈리아의 왕
- 비토리오 에마누엘레 2세 (1861년-1878년)
- 움베르토 1세 (1878년-1900년)
- 비토리오 에마누엘레 3세 (1900년-1946년)
- 움베르토 2세 (1946년)

### 에스파냐의 왕
- 아마데오 1세 (1871년-1873년)

### 에티오피아의 황제
- 비토리오 에마누엘레 3세 (1936년-1941년)

### 알바니아의 왕
- 비토리오 에마누엘레 3세 (1939년-1943년)

## 사보이아 왕가의 수장
- 움베르토 2세 (1946년-1983년)

그의 사후 사보이아 왕가 수장 지위를 둘러싸고 본가와 아오스타가 두 파로 분열되었다.
- 비토리오 에마누엘레 (1983년-2006)
  - 에마누엘레 필리베르토 (2006년-현재)
- 아메데오 (1948년-2021년)
  - 아이모네 (2021년-현재)

## 사보이아카리냐노 가문
분가. 작위는 공작. 프랑스어로는 사부아카리냥 가문이라 부른다. 1831년 사보이아 왕가의 본가가 되었다.

## 사보이아제노바 가문
분가. 작위는 공작. 카를로 알베르토의 차남 페르디난도를 시조로 하여 5대 165년간 지속되었다.
- 페르디난도 (1831년~1855년)
- 토마소 (1855년~1931년)
- 페르디난도 (1931년~1963년)
- 필리베르토 (1963년~1990년)
- 에우제니오 (1990년~1996년)

## 사보이아아오스타 가문
분가. 작위는 공작. 비토리오 에마누엘레 2세의 차남 아메데오를 시조로 5대째 이어진다.
- 아메데오 (1845년~1890년)
- 에마누엘레 필리베르토 (1890년~1931년)
- 아메데오 (1931년~1942년)
- 아이모네 (1942년~1948년)
- 아메데오 (1948년~2021년)
- 아이모네 (2021년~현재)

## 몰락
1946년, 이탈리아에서는 군주제 유지 찬반 투표의 결과로 왕정이 폐지되고, 이탈리아 공화국이 선포되었다. 사보이아 왕가의 국왕 및 그 남자 후손들은 국외로 추방당하였으나, 이탈리아 공화국은 1997년부터 왕가 후손들의 입국을 허가했다.

## 같이 보기
- 사보이아 백국
- 사보이아 공국
- 사르데냐 왕국
- 사르데냐의 군주 목록
- 이탈리아 왕국